# برنارد بيلس
برنارد بيلس (بالألمانية: Bernhard Pils)‏ مواليد 20 أكتوبر 1961 في فيينا، هو لاعب كرة مضرب نمساوي سابق بدأ مسيرته كمحترف سنة 1980 وكان يلعب باليد اليمنى. أعلى تصنيف له في الفردي كان المركز الـ 168 في سنة 1985. أعلى تصنيف له في الزوجي كان المركز الـ 237 في سنة 1987.

## روابط خارجية
- برنارد بيلس على موقع رابطة محترفي التنس (الإنجليزية)
- برنارد بيلس على موقع الاتحاد الدولي لكرة المضرب (الإنجليزية)
- برنارد بيلس على موقع خلاصة التنس.كوم (الإنجليزية)